# Nemška demokratična republika
Nemška demokratična republika, s kratico NDR (nemško Deutsche Demokratische Republik, navadno krajšano kot DDR), pogovorno znana kot Vzhodna Nemčija, je bila socialistična država, ki je nastala po 2. svetovni vojni leta 1949 na sovjetskem okupacijskem območju na vzhodnem ozemlju današnje Nemčije. Mejo s Poljsko na Odri in Nisi, ki je bila določena na potsdamski konferenci, so potrdili s pogodbo v Görlitzu/Zgorzelcu leta 1950. Glavno mesto Nemške demokratične republike je bil Vzhodni Berlin, čeprav mednarodnopravno ni bil njen del. Zaradi obstoja Zahodnega Berlina, ki je bil politično del Zvezne republike Nemčije, so se pogosto pojavljale resne težave. V letih 1948 in 1949 sta vladi ZDA in Velike Britanije v odgovor na sovjetsko zaporo (blokado) zahodnega Berlina, s katero so ti poskušali "iztisniti" zahodne zaveznike-okupacijske sile iz njega, vzpostavili berlinski zračni most. 
V prvih petih letih obstoja je morala republika plačati visoke reparacije Sovjetski zvezi. Leta 1953 je v državi prišlo do nemirov (Vzhodnonemška vstaja 1953), ki so jih zadušile sovjetske čete. Republika se je leta 1954 razglasila za suvereno državo. Leta 1955 je postala podpisnica in soustanoviteljica Varšavskega pakta, leta 1956 pa je ustanovila tudi svojo "ljudsko armado". Leta 1960 je po smrti predsednika republike Wilhelma Piecka postal predsednik državnega sveta Walter Ulbricht, prvi sekretar Enotne socialistične stranke, ki je imel ključno vlogo že pri ustanovitvi države. Okoli zahodnega Berlina so leta 1961 zgradili tudi več kot 150 km dolg berlinski zid. Leta 1972 je Zvezna republika Nemčija na podlagi svoje politike, imenovane Ostpolitik, vzpostavila diplomatske odnose z NDR. Naslednje leto je sledilo sprejetje v OZN in s tem je NDR postala splošno priznana država. Čeprav je bilo njeno gospodarsko okrevanje po drugi svetovni vojni počasnejše kot v zahodnih državah, je Vzhodna Nemčija pod Erichom Honeckerjem (generalnim sekretarjem stranke 1971-89 in predsednikom državnega sveta 1976-89) uspela postaviti močnejše industrijske temelje kot večina ostalih članic Sveta za vzajemno gospodarsko pomoč. Kljub temu je njen močno zbirokratiziran in centraliziran nadzorni sistem postopno slabel, z vrha se je širila korupcija in tajna policija Stasi je postala vse bolj neusmiljena. Leta 1989 je bilo v Berlinu in Leipzigu več množičnih demonstracij, na katerih je reformistična skupina Novi forum zahtevala demokracijo. Novembra 1989 so zaradi množičnih demonstracij vzhodnih Berlinčanov podrli berlinski zid in Enotna socialistična stranka se je odrekla monopolu nad oblastjo. Marca 1990 so v NDR izpeljali prve svobodne volitve po letu 1933. Tretjega oktobra leta 1990 so se dežele, ki so jo sestavljale, pridružile Zvezni republiki Nemčiji in NDR je prenehala obstajati. Po sporazmu, katerega glavni podpisnik je bil Mihail Gorbačov, je sovjetska vojska v nekaj letih postopoma zapustila ozemlje vzhodne Nemčije.

## Upravna okrožja
Do leta 1952 so Vzhodno Nemčijo sestavljali glavno mesto Vzhodni Berlin (čeprav pravno ni bil v celoti del ozemlja NDR) ter pet nemških dežel Mecklenburg - Predpomorjanska (leta 1947 preimenovana v Mecklenburg), Brandenburg, Saška - Anhalt, Turingija in Saška, katerih povojne ozemeljske razmejitve so se približale predvojnim nemškim razmejitvam srednjih nemških dežel in provinc Prusije. Zahodni deli dveh pokrajin, Pomorjanskega in Spodnje Šlezije, katerih preostali del je bil priključen Poljski, so ostali v NDR in so bili priključeni Meklenburgu oziroma Saški.
Z vzhodnonemško upravno reformo iz leta 1952 je bilo ustanovljenih 14 okrožij (Bezirke) in dejansko ukinjenih pet dežel (Länder). Nova okrožja, poimenovana po okrožnih središčih, so bila naslednja: (i) Rostock, (ii) Neubrandenburg in (iii) Schwerin so bili ustanovljeni iz dežele Mecklenburg; (iv) Potsdam, (v) Frankfurt ob Odri in (vii) Cottbus iz Brandenburga; (vi) Magdeburg in (viii) Halle iz Saške - Anhalta; (ix) Leipzig, (xi) Dresden in (xii) Karl-Marx-Stadt (Chemnitz do leta 1953 in ponovno od 1990) iz Saške; ter (x) Erfurt, (xiii) Gera in (xiv) Suhl iz Turingije.
Vzhodni Berlin je leta 1961 postal 15. okrožje v državi, vendar je ohranil poseben pravni status do leta 1968, ko so prebivalci potrdili novo ustavo (osnutek). Kljub temu da je bilo mesto kot celota pravno pod nadzorom Zavezniškega nadzornega sveta in kljub diplomatskim ugovorom zavezniških vlad je NDR upravljala Okrožje Berlin kot del svojega ozemlja.

## Religija
| Religija v Vzhodni Nemčiji, 1950 | Religija v Vzhodni Nemčiji, 1950 | Religija v Vzhodni Nemčiji, 1950 | Religija v Vzhodni Nemčiji, 1950 | Religija v Vzhodni Nemčiji, 1950 |
| -------------------------------- | -------------------------------- | -------------------------------- | -------------------------------- | -------------------------------- |
| Religija                         | Religija                         |                                  | %                                | %                                |
| Protestanti                      | Protestanti                      |                                  | 85                               | 85                               |
| Katoličani                       | Katoličani                       |                                  | 10                               | 10                               |
| Neopredeljeni                    | Neopredeljeni                    |                                  | 5                                | 5                                |

| Religija v Vzhodni Nemčiji, 1989 | Religija v Vzhodni Nemčiji, 1989 | Religija v Vzhodni Nemčiji, 1989 | Religija v Vzhodni Nemčiji, 1989 | Religija v Vzhodni Nemčiji, 1989 |
| -------------------------------- | -------------------------------- | -------------------------------- | -------------------------------- | -------------------------------- |
| Religija                         | Religija                         |                                  | &                                | &                                |
| Protestanti                      | Protestanti                      |                                  | 25                               | 25                               |
| Katoličani                       | Katoličani                       |                                  | 5                                | 5                                |
| Neopredeljeni                    | Neopredeljeni                    |                                  | 70                               | 70                               |

Vera je v NDR postala sporna, saj so vladajoči komunisti spodbujali državni ateizem, čeprav so nekateri ljudje ostali zvesti krščanskim skupnostim. Leta 1957 so državni organi ustanovili Državni sekretariat za cerkvene zadeve, ki je skrbel za stike vlade s cerkvami in verskimi skupinami; SED je ostala uradno ateistična.
Leta 1950 je bilo 85 % državljanov NDR protestantov, 10 % pa katoličanov. Leta 1961 je znani filozofski teolog Paul Tillich izjavil, da je protestantsko prebivalstvo v Vzhodni Nemčiji najbolj občudovanja vredna Cerkev v protestantizmu, saj komunisti tam niso mogli doseči duhovne zmage nad njimi. Do leta 1989 se je članstvo v krščanskih cerkvah močno zmanjšalo. Protestanti so predstavljali 25 % prebivalstva, katoličani 5 %. Delež ljudi, ki so se šteli za neverne, se je povečal s 5 % leta 1950 na 70 % leta 1989.

### Državni ateizem
Ko je komunistična partija prvič prišla na oblast, je trdila, da sta krščanstvo in marksizem-leninizem združljiva, ter si prizadevala za sodelovanje kristjanov pri gradnji socializma. Sprva je bilo spodbujanje marksistično-leninskega ateizma deležno le malo uradne pozornosti. Sredi petdesetih let 20. stoletja, ko se je hladna vojna zaostrila, je ateizem postal tema velikega državnega zanimanja, tako v domačem kot v tujem kontekstu. Ustanovljene so bile univerzitetne katedre in oddelki, posvečeni preučevanju znanstvenega ateizma, in nastalo je veliko literature (znanstvene in ljudske) na to temo. Te dejavnosti so se konec šestdesetih let 20. stoletja umirile, saj se je zdelo, da so postale kontraproduktivne. Uradna in znanstvena pozornost ateizmu se je obnovila leta 1973, čeprav je bil tokrat večji poudarek na znanosti in usposabljanju kadrov kot na propagandi. Pozornost, namenjena ateizmu v Vzhodni Nemčiji, ni bila nikoli namenjena ogrožanju sodelovanja, ki je bilo zaželeno od tistih vzhodnih Nemcev, ki so bili verni.

### Protestantizem
Vzhodna Nemčija je bila v preteklosti večinsko protestantska (predvsem luteranska) že od zgodnjih obdobij protestantske reformacije naprej. Leta 1948 so se luteranske, reformirane in združene cerkve iz večine delov Nemčije, osvobojene vpliva nacistično usmerjenih nemških kristjanov, na konferenci v Eisenachu (Kirchenversammlung von Eisenach) združile v Evangeličansko cerkev v Nemčiji (EKD).
Leta 1969 so se regionalne protestantske cerkve v Vzhodni Nemčiji in Vzhodnem Berlinu odcepile od EKD in ustanovile Zvezo protestantskih cerkva v Nemški demokratični republiki (Bund der Evangelischen Kirchen in der DDR, BEK), ki se ji je leta 1970 pridružila tudi moravska Herrnhuter Brüdergemeinde. Junija 1991, po ponovni združitvi Nemčije, so se cerkve BEK ponovno združile s cerkvami EKD.
Med letoma 1956 in 1971 je vodstvo vzhodnonemških luteranskih cerkva postopoma spremenilo odnose z državo iz sovražnosti v sodelovanje. Od ustanovitve NDR leta 1949 si je Socialistična partija enotnosti Nemčije prizadevala oslabiti vpliv cerkve na odraščajočo generacijo. Cerkev je zavzela odnos, ki je bil do države konfrontacijski in distanciran. Okoli leta 1956 se je to začelo spreminjati v bolj nevtralno stališče, ki je dopuščalo pogojno lojalnost. Vlada ni več veljala za nelegitimno, ampak so cerkveni voditelji začeli gledati na oblasti kot na tiste, ki jih je postavil Bog in si zato zaslužijo poslušnost kristjanov. Vendar so si cerkve pridržale pravico do zavrnitve, če je država zahtevala nekaj, kar po njihovem mnenju ni bilo v skladu z Božjo voljo. Za tem razvojem so bili strukturni in namerni vzroki. Strukturni vzroki so vključevali zaostritev napetosti hladne vojne v Evropi sredi petdesetih let, ki je jasno pokazala, da vzhodnonemška država ni začasna. Tudi zaradi izgube članov cerkve je bilo voditeljem cerkve jasno, da morajo začeti nekakšen dialog z državo. Nameni za spremembo odnosa so bili različni, od tradicionalnega liberalnega luteranskega sprejemanja posvetne oblasti do pozitivnega odnosa do socialističnih idej.
Manfred Stolpe je leta 1959 postal odvetnik Brandenburške evangeličanske cerkve, nato pa se je zaposlil na cerkvenem sedežu v Berlinu. Leta 1969 je pomagal ustanoviti Zvezo evangeličanskih cerkva v NDR (BEK), kjer se je pogajal z vlado in hkrati delal v inštitucijah te protestantske organizacije. Leta 1990 je na deželnih volitvah v brandenburški deželni zbor zmagal na čelu liste SPD. Stolpe je ostal v brandenburški vladi, dokler se ni leta 2002 pridružil zvezni vladi.
Poleg protestantskih državnih cerkva (Landeskirchen), združenih v EKD/BEK, in Katoliške cerkve so obstajale številne manjše protestantske organizacije, vključno s protestantskimi svobodnimi cerkvami (Evangelische Freikirchen), združenimi v Zvezo svobodnih protestantskih cerkva v Nemški demokratični republiki in Zvezo svobodnih protestantskih cerkva v Nemčiji, pa tudi Svobodna luteranska cerkev, Stara luteranska cerkev in Zveza reformiranih cerkva v Nemški demokratični republiki. Kot Herrnhuter Brüdergemeine je bila prisotna tudi Moravska cerkev. Delovali so tudi drugi protestanti, kot so metodisti, adventisti, menoniti in kvekerji.

### Katolištvo
Manjša katoliška cerkev v vzhodni Nemčiji je imela popolnoma delujočo škofovsko hierarhijo, ki je bila popolnoma usklajena z Vatikanom. V prvih povojnih letih so bile napetosti velike. Katoliška cerkev kot celota (zlasti škofje) se je upirala tako vzhodnonemški državi kot marksistično-leninistični ideologiji. Država je škofom dovolila, da so protestirali, kar so storili v zvezi z vprašanji, kot je splav.
Po letu 1945 se je Cerkev dokaj dobro znašla pri vključevanju katoliških izgnancev iz dežel na vzhodu (ki so večinoma postale del Poljske) in pri prilagajanju svojih inštitucionalnih struktur potrebam Cerkve v uradno ateistični družbi. To je pomenilo vse bolj hierarhično cerkveno strukturo, medtem ko je bil na področju verskega izobraževanja, tiska in mladinskih organizacij razvit sistem začasnega osebja, ki je upošteval poseben položaj Karitas, katoliške dobrodelne organizacije. Do leta 1950 je torej obstajala katoliška podružnica, ki je bila dobro prilagojena prevladujočim posebnim razmeram in je bila sposobna ohranjati katoliško identiteto.
V začetku osemdesetih let 20. stoletja se je zamenjala generacija škofov, zato je država upala na boljše odnose z novimi škofi, vendar so ti namesto tega začeli prirejati nedovoljena množična srečanja, spodbujati mednarodne povezave v pogovorih s teologi v tujini in organizirati ekumenske konference. Novi škofje so postali manj politično usmerjeni in so se bolj ukvarjali s pastoralo in duhovnimi vprašanji. Vlada se je odzvala tako, da je omejila mednarodne stike škofov.